# David Young (Musiker)
David Young (* 1933 in Indianapolis; † 6. Februar 2009 ebenda) war ein US-amerikanischer Jazz-Tenorsaxophonist.

## Leben
David Young studierte Musik am Kentucky State College, danach an der Butler University und der Indiana University; in dieser Zeit spielte er in der Third Armored Division Band.  Zusammen mit Ray Appleton spielte er im Quartett von David Baker, das ein Engagement im Club Topper auf der 34th Street von Indianapolis hatte. Zusammen mit Baker zog Young Ende der 1950er Jahre nach New York, wo er Mitglied im George Russell Sextett wurde. Mit dieser Formation wirkte Young an den Anfang der 1960er Jahre entstandenen Alben wie Space Age, The George Russell Sextet at the Five Spot, Stratusphunk und The George Russell Sextet in Kansas City mit. Außerdem spielte er mit Lionel Hampton, Frank Foster, Jack McDuff und dem Grover Mitchell Jazz Orchestra und begleitete im Duke Ellington Orchestra unter der Leitung von Mercer Ellington die Vokalisten Sarah Vaughan, Ella Fitzgerald, Joe Williams, Nancy Wilson, Tony Bennett, Della Reese und Cab Calloway. In seinen letzten Jahren arbeitete er auf lokaler Ebene in seiner Heimatstadt. In den 1980er und 1990er Jahren war er dort Mitglied der Formation Small Talk, in der auch der Trompeter Clifford Ratliff und der Pianist Gary Walters spielten.